# ماركوس كاتزر
ماركوس كاتزر (بالألمانية: Markus Katzer)‏ ، من مواليد 11 ديسمبر 1979 في النمسا ، لاعب كرة قدم نمساوي.
يلعب مع نادي رابيد فيينا منذ عام 2004.
يلعب مع منتخب النمسا لكرة القدم.

## روابط خارجية
- ماركوس كاتزر على موقع الاتحاد الأوربي (الإنجليزية)
- ماركوس كاتزر على موقع قاعدة بيانات كرة القدم.إي يو (الإنجليزية)
- ماركوس كاتزر على موقع ناشيونال فوتبول تيمز (الإنجليزية)
- ماركوس كاتزر على موقع Soccerway.com (الإنجليزية)
- ماركوس كاتزر على موقع كووورة
- ماركوس كاتزر على موقع AS.com (الإسبانية)